# Errata

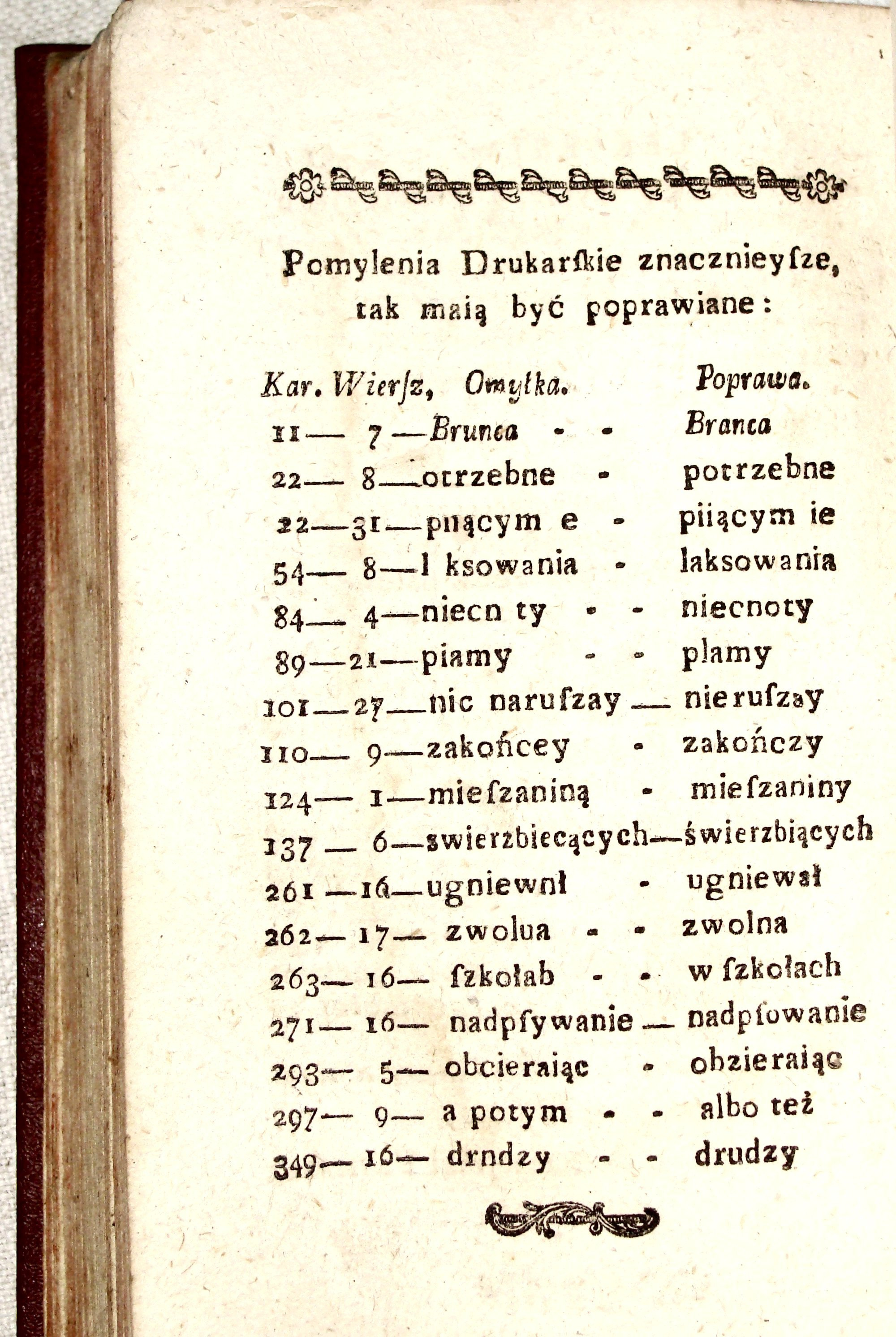
Errata książkowa z 1793 r.

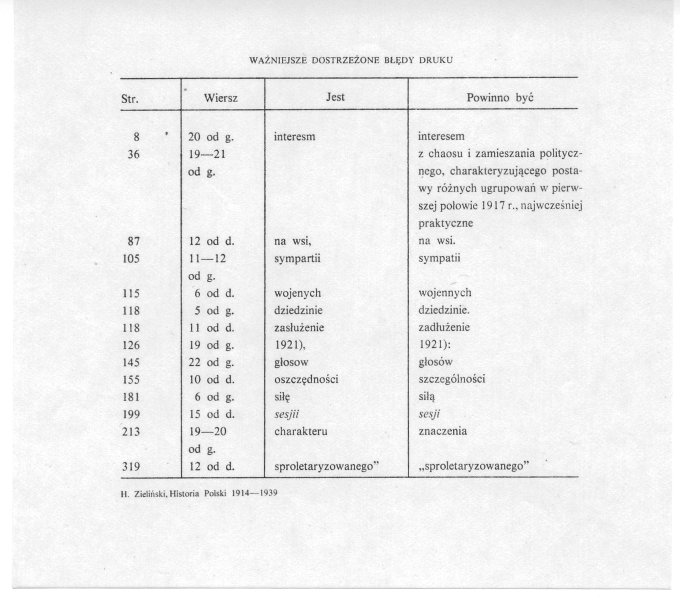
Errata w postaci luźnej kartki

Errata (łac. errata, l.mn. od erratum „błąd”), rzadziej: corrigenda (łac. „wymagające poprawy”) – wykaz błędów w treści publikacji poligraficznej, które zostały zauważone dopiero po wydrukowaniu nakładu. Errata może być luźną kartką włożoną między karty publikacji lub (rzadziej) może zostać wydrukowana na ostatniej stronie ostatniej składki bądź na wyklejce (patrz: oprawa). Errata zawiera, oprócz błędów, także ich dokładne umiejscowienie oraz sprostowanie i posiada najczęściej układ tabelaryczny. Erraty stosuje się zwykle w książkach.
Obecnie z erraty korzysta się rzadko. Powodów jest kilka: Unowocześnienie metod przygotowania do druku umożliwia dokonywanie poprawek na dalszych etapach procesu wydawniczego niż kiedyś lub czyni je tańszymi, co prowadzi do zmniejszenia liczby błędów w gotowym produkcie. Unowocześnienie zaś metod samego druku wpływa na zmniejszenie jednostkowych nakładów przy zwiększeniu ich częstotliwości, co przy dość łatwych obecnie możliwościach w ingerencję zawartości, powoduje często brak sygnowania numerami kolejnych wydań (a właściwie dodruków zawierających jedynie drobne zmiany), a jedynie ich datowanie (a i to nie zawsze). Przyczyną zaniku stosowania errat jest również ogólny spadek poziomu edytorskiego publikacji, a dodatkowo wydawcy traktują erratę jako antyreklamę swoich publikacji.
Zasadniczo errata ma miejsce w przypadku drobnych błędów. Większe wady kwalifikują nakład do skierowania na przemiał papieru. W erracie można zamieścić informacje o literówkach, zmianie szyku wyrazów, niewielkich objętościowo pominięciach tekstu, nieprawidłowej paginacji, złym umieszczeniu ilustracji itp.
Errata ma pomóc w prawidłowym korzystaniu z dzieła i dlatego jest szczególnie ważna w przypadku poradników, podręczników oraz publikacji popularnonaukowych i naukowych.